# アマルテア (小惑星)
アマルテア またはアマルティア (113 Amalthea) は、小惑星帯の内側よりの軌道に位置する典型的な小惑星の一つ。1871年3月12日にドイツの天文学者、ロベルト・ルターにより発見され、ギリシア神話に登場する、ゼウスを育てたニンフの一人アマルテイア (Amaltheia) にちなんで命名された。なお木星の衛星にも同名のアマルテアがある。
アマルテアは、(9) メティスとともに、約10億年前にベスタサイズの小惑星が壊れ、そのマントルの部分からできたと考えられている。